# Атанасие Юнгич
Атанасие Таса Юнгич (на сръбски: Атанасије Таса Јунгић или Atanasije Tasa Jungić) e сръбски учител, деец на сръбската пропаганда в Македония, организатор на Битолската сръбска община в 1890 година – първата сръбска община в Македония.

## Биография
Атанасие Юнгич е роден в 1858 година в босненския сръбски град Баня Лука, който тогава е в Османската империя, днес главен град на Република Сръбска в Босна и Херцеговина. Завършва основно образование в родния си град и II отделение на белградската семинария (1873—1876), където става агент на Милош Милоевич. В училището прави донос срещу Васа Пелагич, че разпространява социалистически и атеистични идеи и Пелагич е изгонен като турски шпионин. Като слушател слуша лекции по философия във Великата школа. Участва в Босненското въстание (1875), като организира масово участие на ученици от семинарията. Доброволец е в Сръбско-турската война от 1876 г. и Сръбско-турската война от 1877-1878 като командир на конницата в Рашко-ибърския отряд.
В 1888 година, вследствие на афера в окупираната в 1878 година от Австро-Унгария Баня Лука, имуществото му е конфискувано и продадено, а той е изгонен от Босна. На следващата 1889 година като османски поданик белградското пропагандно дружество „Свети Сава“ го изпраща от Белград в Битоля да отвори сръбско училище. Юнгич пристига в Битоля през юни и прави необходимите постъпки, но отварянето на училище е възпрепятствано от властите. Въпреки това в началото на 1890 година Юнгич успява да основе в града „Сръбско-македонска църковно-училищна община“ - първата в Македония. Общината не е призната нито от османските власти, нито от патриаршеските църковни власти. Влиза в конфликт със сръбския битолски консул Димитрие Боди, когото смята за отговорен за слабите позиции на сърбизма сред българите в града. В края на януари 1890 година е арестуван и изпратен в Скопие, но там е освободен и през февруари отива в Цариград. Сръбският посланик Стоян Новакович го изпраща като учител в Косовския вилает. В 1891 година сръбският министър-председател Сава Груич отново го изпраща в Битоля, но и този път Юнгич не успява да отвори сръбско училище. В края на годината е изгонен от Турция в Босна. От 15 юни 1892 година работи в железниците като писар, а от 1897 година като чиновник I клас. Пенсионира се през април 1912 година. Женен е за Мария, сръбска учителка, обучавала битолските девойки на ръкоделие. Умира в психиатрия. Носител е на Златен и Сребърен орден „За храброст“.